# Al Daayen

Al Daayen é um município do Qatar, criado em 2004 com partes dos municípios de Al Khor e de Umm Salal. .  